# Саакянц, Анна Александровна
Анна Александровна Саакянц (3 марта 1932 — 28 января 2002) — литературовед, специалист по творчеству поэтессы Марины Цветаевой.

## Биография
Родилась в Москве, отец — юрист, выпускник Московского университета. После окончания школы поступила в Московский университет.
Окончила филологический факультет Московского университета в 1955 году, защитив диплом на тему «Проблема отношения автора к герою у Чехова и Горького». Формулировка темы была вынужденной, так как без анализа текстов Горького не разрешили писать о Чехове. С 1955 года по распределению работала редактором в Гослитиздате. Участвовала в подготовке собраний сочинений А. И. Куприна и И. А. Бунина.
В 1973 году была редактором первой нецензурированной публикации в СССР романа «Мастер и Маргарита». Редакция Саакянц значительно отличалась от редакции, подготовленной к печати женой Булгакова Еленой Сергеевной.

### Вклад в изучение творчества Марины Цветаевой
В 1960 г. она добилась, чтобы её назначили соредактором первого посмертного сборника Марины Цветаевой. Стала ведущей исследовательницей жизни и творчества М. Цветаевой. Близко познакомилась и подружилась с дочерью поэта Ариадной Эфрон. А. А. Саакянц подготовила не только первое издание стихов Цветаевой в СССР в Большой серии «Библиотеки поэта», но и первый двухтомник, первое собрание сочинений в семи томах, первый в России фундаментальное исследование биографии поэта. Неизменно оказывала всестороннюю поддержку музею Цветаевой в Болшеве.

### Тайная помощница А. И. Солженицына
Как пишет А. И. Солженицын в «Невидимках», пятом дополнении к мемуарам «Бодался телёнок с дубом», Анна Александровна и знакомая ей сотрудница Ленинки  В. С. Гречанинова по его просьбе занимались поисками исторических материалов в спецхране библиотеки

### Последние годы жизни
Последние месяцы жизни Анна Александровна боролась с тяжёлой болезнью, продолжая работать. Автор мемуаров «Спасибо Вам!».
Похоронена в Москве на Щербинском кладбище.

## Публикации

### О творчестве Марины Цветаевой
- Марина Цветаева: я буду жить… [Подборка стихов] // Огонёк. 1982. № 28 июль. С. 18-20
- Тайный жар. М., Правда, 1986.
- Марина Цветаева. Страницы жизни и творчества. М., Советский писатель,1986
- Саакянц А. "Встреча с книгой для меня радость": о М.И. Цветаевой // "Они питали мою музу...": книги в жизни и творчестве писателей.- М.: Книга, 1986.- с. 197 - 218
- Цветаева М. И. Стихотворения. Поэмы / Сост., вступ. ст. А. М. Туркова; Примеч. А. А. Саакянц. М.: Сов. Россия, 1988 (Примечания. С. 389—408)
- «Поклонись Москве…» [Текст]: поэзия. Проза. Дневники. Письма / М. И. Цветаева; сост., вступ. ст., примеч. А. А. Саакянц. М.: Моск. рабочий, 1989. — 528 с. (Московский Парнас). ISBN 5-239-00345-9
- «Все понять и за всех пережить!» [Текст]: брошюра / А. А. Саакянц; Российский фонд культуры. Дом Марины Цветаевой. М.: Гендальф, 1993. 112(18) с.: ил, портр, фото. ISBN 5-88044-055-9
- Марина Цветаева: Жизнь и творчество [Текст] / А. А. Саакянц. — М.: Эллис Лак, 1997, 1999. — 816с. — ISBN 5-88889-033-2
- Жизнь Цветаевой. Бессмертная птица-феникс. М.: Центрполиграф, 2000. 827 с.: [16] л. ил., 7 000 экз. (Бессмертные имена). ISBN 5-227-00937-6
- Твой миг, твой день, твой век: Жизнь Марины Цветаевой / Вступ. ст. Н. Валеевой. М.: Аграф, 2002. 416с. ISBN 5-7784-0223-6
- Только ли о Марине Цветаевой? [Текст]: воспоминания / Анна Александровна Саакянц. М.: Аграф, 2002. 384с. (Символы времени). ISBN 5-7784-0203-1
- Сочинения [Текст]: в 2-х т. / М. И. Цветаева; сост., подгот. текста, вступ. ст., коммент. А. А. Саакянц. ISBN 5-280-00077-9
- «ПИСЬМА ПОЭТА»

### На другие темы
- Иосиф Уткин. Очерк жизни и творчества. М.: Сов. писатель, 1969. — 182 с., 10 000 экз.
- «Лев Толстой» (1982, с В. Я. Линковым)
- Спасибо Вам! Воспоминания. Письма. Эссе. М., Эллис Лак, 1998. — 608 с., 11 000 экз. ISBN 5-88889-039-1

## Документальные фильмы
Принимала участие в документальных фильмах о Марине Цветаевой:
- 1990 — «Осень. Таруса. Цветаева…» (Главная редакция программ для детей ЦТ).
- 1992 — «Не похороните живой!..» (1992, автор и режиссёр Валентина Проскурина).